# Коржан Михайло
Михайло Коржан (11 листопада 1912, с. Закомар'я, Золочівський повіт, нині Буського району Львівської області — 27 вересня 1977, Мюнхен, Німеччина) — учасник українського національно-визвольного руху, церковний діяч УАПЦ.

## Життєпис
Навчався в українській гімназії у місті Золочів, малій семінарії та торговельній школі товариства «Просвіта» у Львові (закінчив 1932), українському технологічно-господарському Університеті в Подєбрадах (Чехословаччина). Вивчав богослов'я у Варшаві, Зальцбурзі (Німеччина), Парижі.
В 1929 вступив до ОУН. 1930 за підпали польських фільварків був заарештований і на рік ув'язнений у Львівську в'язницю. 1935 року з посади редактора видання «Рідний край» неофіційного органу КЕ ОУН був запроваджений в концентраційний табір за статті на українську тематику та як референта Крайової екзекутиви.
В 1935—1937 — референт Крайової екзекутиви ОУН Західноукраїнських земель (опікувався мережею на Волині). 1938 заарештований польською поліцією, у травні 1939 на Рівненському процесі засуджений до 12-ти років ув'язнення. Звільнений на початку Другої світової війни. 1940-41 — начальник поліції міста Радимно (Польща).
1942 рукопокладений на священика. Згодом емігрував до Німеччини, де в 1952 здобув ступінь магістра, в 1968 — доктора філософії УВУ в Мюнхені. Від 1965 — протоієрей; 1969—1973 викладав церковне право на філософському факультеті УВУ; 1974—1977 — ректор Українського технологічно-господарського інституту в Мюнхені.